# Liste von Autoren/H

## Ha

### Haa–Han
Ha Song-ran (1967)
Alban Haas (1877–1968)
Rudolf Haas (1877–1943)
Wolf Haas (1960)
Hella Haasse (1918–2011)
Paavo Haavikko (1931–2008)
Hans Habe (1911–1977)
Martin Haberer
Jürgen Habermas (1929)
Emil Habibi (1922–1996)
Lutz Hachmeister (1959–2024)
Marilyn Hacker (* 1942)
Erich Hackl (1954)
Friedrich Wilhelm Hackländer (1816–1877)
Peter Hacks (1928–2003)
Maja Haderlap (1961)
Pierre Hadot (1922–2010)
Erwin J. Haeberle (1936–2021)
Gabriele Haefs (1953)
Gisbert Haefs (1950)
Hanswilhelm Haefs (1935–2015)
Stefan Haenni (1958)
Farid Hafez (1981)
Friedrich von Hagedorn (1708–1754)
Rudolf Hagelstange (1912–1984)
August Hagen (1797–1880)
Hans Oliva-Hagen (1922–1992)
Henry Rider Haggard (1856–1925)
Michael Hagner (1960)
Ulla Hahn (1946)
Gino Hahnemann (1946–2006)
Arthur Hailey (1920–2004)
Max Halbe (1865–1944)
Hubertus Halbfas (1932–2022)
Georges Haldas (1917–2010)
Ulrich Christian Haldi (1944–2003)
Alex Haley (1922–1992)
Tomáš Halík (1948)
Anna Maria Hall (1800–1881)
Granville Stanley Hall (1844–1924)
Lee Hall (1966)
Manly Palmer Hall (1901–1990)
Samuel Carter Hall (1800–1889)
Stuart Hall (1932–2014)
Albrecht von Haller (1708–1777)
Friedrich Halm (1806–1871)
David M. Halperin (1952)
A. H. Halsey (1923–2014)
Johann Georg Hamann (1730–1788)
Jean Hamburger (1909–1992)
Peter Hamecher (1879–1938)
Robert Hamerling (1830–1889)
Frederick Spencer Hamilton (1856–1928)
Hugo Hamilton (1953)
Peter F. Hamilton (1960)
Heinz Hamm (1944)
Peter Hamm (1937–2019)
Manfred Hammes (1950)
Dashiell Hammett (1894–1961)
Christopher Hampton (1946)
Knut Hamsun (1859–1952)
Han Kang (1970)
Han Sŏr-ya (1900–1976)
Han Suyin (1917–2012)
Han Yong-un (1879–1944)
Enrica von Handel-Mazzetti (1871–1955)
Peter Handke (1942)
Ernst-Wilhelm Händler (1953)
Charles Handy (1932–2024)
Thích Nhất Hạnh (1926–2022)
Kristin Hannah (1960)
Dörte Hansen (1964)
Joseph Hansen (1923–2004), US
Heinrich Hansjakob (1887–1916)
Arthur Häny (1924–2019)

### Har–Haz
Miklós Haraszti (1945)
Sabine Harbeke (1965)
Thea von Harbou (1888–1954)
Gerhard Hard (1934–2024)
Ferdinand Hardekopf (1876–1954)
Maximilian Harden (1861–1927)
Friedrich von Hardenberg (Novalis) (1772–1801)
James Hardiman (1782–1855)
Ernst Hardt (1876–1947)
Thomas Hardy (1840–1928)
Ludwig Harig (1927–2018)
Roswitha Haring (1960)
Jakob Haringer (1893–1948)
Sabine Hark (1962)
Rudolf Harms (1901–1984)
Jacqueline Harpman (1929–2012)
Harro Harring (1798–1870)
Bertha Harris (1937–2005)
E. Lynn Harris (1955–2009)
Robert Harris (1957)
Thomas Harris (1940)
Harry Harrison (1925–2012)
Jim Harrison (1937–2016)
Max Harrison (19**)
Zsolt Harsányi (1887–1943)
Wolfgang Harsch (1942–2024)
Georg Philipp Harsdörffer (1607–1658)
Ellen Hart (* 1949), USA
Heinrich Hart (1855–1906)
Julius Hart (1859–1930)
Marisa Hart (* 1986)
Maarten ’t Hart (1944)
Bret Harte (1836–1902)
Elisabeth Hartenstein (1900–1994)
Felix Hartlaub (1913–1945)
Otto Erich Hartleben (1864–1905)
Peter Härtling (1933–2017)
Hartmann von Aue (um 1250)
Alfred Hartner (1927–1983)
Michael Hartnett (1941–1999)
Sonya Hartnett (1968)
Diana Hartog (1950)
Harald Hartung (1932)
Hugo Hartung (1902–1972)
Wilhelm Hartung (1919–2003)
Cornelius Hartz (1973)
Theo Harych (1903–1958)
Sinan Hasani (1922–2010)
Jaroslav Hašek (1883–1923)
Walter Hasenclever (1890–1940)
Adam Haslett (* 1970)
Josef Haslinger (1955)
Amira Hass (1956)
Yahya Hassan (1995–2020)
Benjamin Hasselhorn (1986)
Gert Haucke (1929–2008)
Ursula Haucke (1924–2014)
Wilhelm Hauff (1802–1827)
Rolf Haufs (1935–2013)
Tormod Haugen (1945–2008)
Torill Thorstad Hauger (1943–2014)
Carl Hauptmann (1858–1921)
Gaby Hauptmann (1957)
Gerhart Hauptmann (1862–1946)
Jan-Christoph Hauschild (1955)
Marlen Haushofer (1920–1970)
Friederike Hausmann (1945)
Manfred Hausmann (1898–1986)
Raoul Hausmann (1886–1971)
Harald Havas (1964)
Václav Havel (1936–2011)
Alfred Haverkamp (1937–2021)
Nathaniel Hawthorne (1804–1864)
Mo Hayder (1962–2021)
André Haynal (1930–2019)
Attila Hazai (1967–2012)
William Hazlitt (1778–1830)

## He
Richard Head (≈1637–1686)
Dan Healey (* 1957)
Trebor Healey (* 1962)
Dermot Healy (1947–2014)
Seamus Heaney (1939–2013)
Henry F. Heard (1889–1971)
Friedrich Hebbel (1813–1863)
Johann Peter Hebel (1760–1826)
Jutta Hecker (1904–2002)
Yael Hedaya (1964)
Walter Hedemann (1932–2019)
Markus Hediger (1959)
Jakob Christoph Heer (1859–1925)
Martha Heesen (1948)
Detlev van Heest (1956)
Ulrich Hefner (1961)
Paul Heidelbach (1870–1954)
Verner von Heidenstam (1859–1940)
Ulrike Heider (* 1947)
Konrad Heidkamp (1947–2009)
Herman Heijermans (1864–1924)
Carolyn Heilbrun (1926–2003)
Scott Heim (1966), US
Bernd Heimberger (1942–2013)
Christoph Hein (1944)
Manfred Peter Hein (1931–2025)
Sybille Hein (1970)
Ernst Wilhelm Heine (1940–2023)
Heinrich Heine (1797–1856)
Helme Heine (1941)
Robert A. Heinlein (1907–1988)
Heinrich von Veldeke (12. Jh.)
Helmut T. Heinrich (1933–2017)
Jutta Heinrich (1940–2021)
Klaus Heinrich (1927–2020)
Willi Heinrich (1920–2005)
Monika Heinrichs (1956)
Gunnar Heinsohn (1943–2023)
Rudolf Heinz (1937)
Hans-Jürgen Heise (1930–2013)
Henry von Heiseler (1875–1928)
Helmut Heißenbüttel (1921–1996)
Wilhelm Heitmeyer (1945)
Arash Hejazi (1971)
Franz Held (1862–1908)
Wolfgang Held (1930–2014)
Joachim Helfer (1964)
Monika Helfer (1947)
Ágnes Heller (1929–2019)
Eva Heller (1948–2008)
Gisela Heller (1929–2025)
Jane Heller (1950)
Joseph Heller (1923–1999)
Bert Hellinger (1925–2019)
Klaus Hellmer
Hans G Helms (1932–2012)
Werner Helwig (1905–1985)
Ernest Hemingway (1899–1961)
Essex Hemphill (1957–1995)
Karl Henckell (1864–1929)
Hans Otto Henel (1888–19??)
Friedhelm Hengsbach (1937)
Martin Henkel (1943–2021)
Herbert Hennies (1900–1979)
Alexa Hennig von Lange (1974)
O. Henry (1862–1910)
Gregor Hens (1965), D
Eckhard Henscheid (1941)
Jana Hensel (1976)
Luise Hensel (1798–1876)
Philip Hensher (* 1965)
Rudolf Henz (1897–1987)
Manfred Hepperle (1931–2012)
Frank Herbert (1920–1986)
George Herbert (1593–1633)
James Herbert (1943–2013), GB
Zbigniew Herbert (1924–1998)
Günter Herburger (1932–2018), D
Alice Herdan-Zuckmayer (1901–1991)
Johann Gottfried Herder (1744–1803), D
Bernd-Ulrich Hergemöller (1950–2023), D
Ernst Herhaus (1932–2010), D
Elisabeth Hering (1909–1999)
Heinrich Herm (1882–1948)
Eva Herman (1958)
Judith Lewis Herman (1942), USA
Georg Hermann (1871–1943), D
Judith Hermann (1970), D
Kai Hermann (1938), D
Carl-Henrik Hermansson (1917–2016), S
Karl Heinrich Hermes (1800–1856)
Stephan Hermlin (1915–1997), D
Uwe Herms (1937–2023), D
José Hernández (1834–1886), RA
Michael Herr (1940–2016), USA
Santiago Herraiz (1963), E
Robert Herrick (1591–1674)
Hans Herrig (1845–1892)
Horst Herrmann (1940–2017), D
Wolfgang Herrndorf (1965–2013), D
Hans-Georg van Herste (1959)
Peter Hertel (1937), D
Kurt Herterich (1928–2015), D
Henrik Hertz (1798–1870), DK
Wilhelm Hertz (1835–1902)
Klaus-Peter Hertzsch (1930–2015), D
Georg Herwegh (1817–1875), D
Alexander Herzen (1812–1870)
Manfred Herzer (* 1949), D
Heinz Stefan Herzka (1935–2021), CH
Fritz von Herzmanovsky-Orlando (1877–1954)
Axel Herzog (1944–2010)
Gabriele Herzog (1948)
Rudolf Herzog (1869–1943)
Henning Heske (1960)
Eva Hesse (1925–2020), D
Hermann Hesse (1877–1962)
Franz Hessel (1880–1941)
Stéphane Hessel (1917–2013)
Thomas Hettche (1964)
Peter Hetzel (1960–2014)
Sigrid Heuck (1932–2014)
Andrea Heuser (1972), D
Wilhelm Hey (1789–1854)
Georgette Heyer (1902–1974)
Georg Heym (1887–1912)
Stefan Heym (1913–2001)
Christopher Heyn (19**)
Paul Heyse (1830–1914)

## Hi
George V. Higgins (1939–1999), US
Jack Higgins (1929–2022), GB
Michael D. Higgins (* 1941), IRL
Patricia Highsmith (1921–1995), US
Oscar Hijuelos (1951–2013), US
Raul Hilberg (1926–2007), US
Wolfgang Hilbig (1941–2007), D
Alexandra Hildebrandt (* 1970), D
Dieter Hildebrandt (1927–2013), D
Dieter Hildebrandt (Autor) (* 1932), D
Otto Hildebrandt (1924–2015), D
Wolfgang Hildesheimer (1916–1991), D
Reginald Hill (1936–2012), GB
Peter Hille (1854–1904), D
James Hiller (1985), D
Kurt Hiller (1885–1972), D
James Hillman (1926–2011), US
Hermann Hiltbrunner (1893–1961), CH
James Hilton (1900–1954), GB
Chester Himes (1909–1984), US
Saeko Himuro (1957–2008), JPN
Walter Hinck (1922–2015), D
Walter Hinderer (* 1934), D
Federico Hindermann (1921–2012), CH
August Hinrichs (1879–1956), D
Georg Hinrichs (1847–1920)
Ulrich Hinse (* 1947), D
Ernst Hinterberger (1931–2012), AT
Andrea Hirata (20. Jahrh.), ID
Helmut Hirsch (1907–2009), D
Georg Hirschfeld (1873–1942), D
Magnus Hirschfeld (1868–1935), D
Albert O. Hirschman (1915–2012), US
Christopher Hitchens (1949–2011), GB/US
Shere Hite (1942–2020), US/D

## Hl
Marek Hlasko (1934–1969)

## Ho
Russell Hoban (1925–2011), US/GB
Robin Hobb (1952), US
Eric Hobsbawm (1917–2012), GB
Gerhard Hoch (1923–2015), D
Paulus Hochgatterer (1961), AT
Rolf Hochhuth (1931–2020), D
Adam Hochschild (1942), US
Arlie Russell Hochschild (* 1940), US
Fritz Hochwälder (1911–1986)
Guy Hocquenghem (1946–1988), FR
Johann Friedrich Hodann (1674–1745)
Max Hodann (1894–1946), D
Jakob van Hoddis (1887–1942), D
André Hodeir (1921–2011), FR
Frances Eliza Hodgson Burnett (1849–1924)
Leonie Hodkevitch (1966), A
Peter Høeg (1957), DK
Dirk Hoeges (1943–2020), D
Herbert von Hoerner (1884–1946)
Norbert Hoerster (1937), D
Friedl Hofbauer (1924–2014), AT
Gerald Höfer (1960), D
Walther Hofer (1920–2013), CH
Eric Hoffer (1902–1983), US
Jilliane Hoffman (1967), US
Camill Hoffmann (1878–1944)
E. T. A. Hoffmann (1776–1822), D
Heinrich Hoffmann (1809–1894), D
Hilmar Hoffmann (1925–2018), D
Peter Hoffmann (* 1956), D
Ruth Hoffmann (1893–1974), D
Ruth Hoffmann (* 1973), D
Stanley Hoffmann (1928–2015), US
August Heinrich Hoffmann von Fallersleben (1798–1874), D
Heinrich Hoffmann (Sagensammler) (1848–1918)
Henk Hofland (1927–2016), NL
Polly Maria Höfler (1907–1952)
Albert Hofmann (1906–2008), CH
Gert Hofmann (1931–1993), D
Peter Ralf Hofmann (* 1965), D
Hugo von Hofmannsthal (1874–1929)
Christian Hofmann von Hofmannswaldau (1616–1679), D
Desmond Hogan (1950), IRL
James P. Hogan (1941–2010), GB
Helmut Höge (1947), D
James Hogg (1770–1835), GB
Richard Hoggart (1918–2014), GB
Raimund Hoghe (1949–2021), D
Gerrit Hohendorf (1963–2021), D
Ludwig Hohl (1904–1980), D
Robert Hohlbaum (1886–1955), D
Wolfgang Hohlbein (1953), D
Thomas Höhle (1926–2012), D
Franz Hohler (1943), CH
Pentti Holappa (1927–2017), FI
Friedrich Hölderlin (1770–1843), D
Alma Holgersen (1896–1976)
Felix Hollaender (1867–1931), D
John Hollander (1929–2013), US
Walter Höllerer (1922–2003), D
Andrew Holleran (* 1944), US
Alan Hollinghurst (* 1954), GB
Andrej Holm (* 1970), D
Åke Holmberg (1907–1991), SE
James Holmes (1924–1986), NL
Michael Holroyd (1935), GB
Victoria Holt (1906–1993), GB
Hans Egon Holthusen (1913–1997), D
Ludwig Heinrich Christoph Hölty (1748–1776), D
Arno Holz (1863–1929), D
Hans Heinz Holz (1927–2011), D
Klaus Holzkamp (1927–1995), D
Homer, griech. Antike
Hong Sung-won (1937–2008), ROK
Barbara Honigmann (1949), D
bell hooks (1952–2021), US
Anthony Hope (1863–1933), GB
Hans von Hopfen (1835–1904)
Dietrich von Hopfgarten (15. Jh.), D
Gerard Manley Hopkins (1844–1889)
Felicitas Hoppe (1960), D
Klaus Horn (1934–1985), D
Uffo Daniel Horn (1817–1860)
Nick Hornby (1957), GB
Karen Horney (1885–1952), US
Ernest William Hornung (1866–1921), GB
Eberhard Horst (1924–2012), D
Hans-Ulrich Horster (1900–1993), D
Ulrich Horstmann (1949), D
Polly Horvath (1957), CA
Ödön von Horváth (1901–1938), AT/HU
Rolf Hosfeld (1948–2021), D
Jens Christian Hostrup (1818–1892), DK
Kari Hotakainen (1957), FI
Arnold Hottinger (1926–2019), CH
Michel Houellebecq (1958), FR
Geoffrey Household (1900–1988), GB
A. E. Housman (1859–1936), GB
Elizabeth Jane Howard (1923–2014), GB
Richard Howard (1929–2022), USA
Fred Hoyle (1915–2001), GB

## Hr
Bohumil Hrabal (1914–1997)

## Hu
Hans Hubberten (1929–1988)
Christine Huber (1963)
Franz Xaver Huber (1755–1809)
Franz Xaver Huber (1755–1814)
Hermann J. Huber (1954–2009)
Johann Ludwig Huber (1723–1800)
Helene Hübener (1843–1918)
Hadayatullah Hübsch (1946–2011)
Friedrich Huch (1873–1913)
Ricarda Huch (1864–1947)
Peter Huchel (1903–1981)
Walter Huder (1921–2002)
Else Hueck-Dehio (1897–1976)
Paweł Huelle (1957–2023)
Tanya Huff (* 1957)
Richard Hughes (1900–1976)
Huh Su-kyung (1964–2018)
Kurt Huhn (1902–1976)
Richard Hülsenbeck (1892–1974)
Thomas Hürlimann (1950)
Alfred Huggenberger (1867–1960)
Declan Hughes (1963)
Langston Hughes (1900–1976)
Ted Hughes (1930–1998)
Victor Hugo (1802–1885)
Peer Hultberg (1935–2007)
Rudolf Jakob Humm (1895–1977)
Julius Hundeiker (1784–1854)
Monika Hunnius (1858–1934)
Leigh Hunt (1784–1859)
Erin Hunter (Sammelpseudonym)
Samuel P. Huntington (1927–2008)
Zora Neale Hurston (1891–1960)
Dirk Husemann (1965)
Nancy Huston (1953)
Siri Hustvedt (1955)
Maude Hutchins (1899–1991)
Ulrich von Hutten (1488–1523)
Hannes Hüttner (1932–2014)
Aldous Huxley (1894–1963)
Joris-Karl Huysmans (1848–1907)

## Hv
Michal Hvorecký (1976)

## Hw
Hwang Ji-u (1952), KOR
Hwang Sok-yong (1943), KOR
Hwang Tong-gyu (* 1938), KOR

## Hy
Joe Hyams (1923–2008)
Douglas Hyde (1860–1949)
Antti Hyry (1931–2016)
Hyun Ki-young (* 1941)